# Haines (Alaska)
Haines ist ein Ort und ein census-designated place (CDP) auf der Chilkat-Halbinsel im Alaska Panhandle im Südosten von Alaska und ist zugleich Verwaltungssitz („Borough Seat“) des Haines Borough. Haines war von 1910 bis 2002 eine City. Mit der Gründung des Haines Borough als „Unified Home Rule Borough“ 2002 wurde die bis dahin existierende „City erster Klasse“ aufgelöst. Seitdem ist Haines ein CDP. Das U.S. Census Bureau hatte bei der Volkszählung 2020 eine Einwohnerzahl von 1657 ermittelt.

## Geographie
Neben Skagway ist Haines der einzige auf dem Landweg erreichbare Hafen des Alaska Panhandle. Hier endet der Haines Highway, der bei Haines Junction im kanadischen Territorium Yukon vom Alaska Highway abzweigt.

## Geschichte
Um 1870 begründete George Dickinson, ein Händler aus der Gegend von San Francisco mit Erlaubnis der russischen Verwaltung einen Handelsposten für Tauschgeschäfte mit den Tlingit. Er heiratete sogar eine Frau der Tlingit, die ihm als Dolmetscherin und Geschäftsführerin während seiner Abwesenheit half und um 1880 die erste Schule für die Tlingit begründete.

Haines wurde zu Ehren von Francina Haines vom „Presbyterian Home Missions Board“ benannt.
Dickinson traf im Herbst 1881 zufällig auf die Brüder Aurel Krause und Arthur Krause, die im Auftrage der Geographischen Gesellschaft in Bremen gerade Küsten und küstennahen Gebiete der Tschuktschenhalbinsel zwischen Uelen am Kap Deschnjow und der Prowidenija-Bucht im Süden besucht hatten, und lud diese ein, den bevorstehenden Winter in seinen Handelsquartieren in Alaska zu verbringen, um dort die Kultur der Tlingit-Indianer zu studieren. Daraufhin änderten die Krauses ihre Reisepläne und begaben sich zunächst nach Chilkoot am nördlichen Ende des Lynn-Kanals in Alaska, wo Dickinson ebenfalls eine Handelsniederlassung hatte. Aurel Krause blieb bis zum April 1882 in Südalaska und beschäftigte sich hauptsächlich mit ethnologischer Feldforschung, auch naturkundlichen und geographischen Beobachtungen. In seinem 1885 erschienenen grundlegenden Werk Die Tlinkit-Indianer beschrieb er erstmals umfassend Sitten und Gebräuche, Religion und Sprache des Indianervolks der Tlingit.
Ab 1896 strömten an Bord von Dampfschiffen mehr als hunderttausend als Stampeders bezeichnete Goldsucher an die Küste von Alaska, um in das Gebiet des Klondike River bei Dawson zu gelangen.
Die beiden Häfen von Haines und Pyramide Harbor wurden zum Ausgangspunkt für den 396 Kilometer durch gebirgiges Gelände (Chilkat Pass) führenden Dalton Trail nach Fort Selkirk in Kanada. Die traditionelle Lebensweise der indianischen Bewohner, veränderte sich durch den Goldrausch grundlegend.

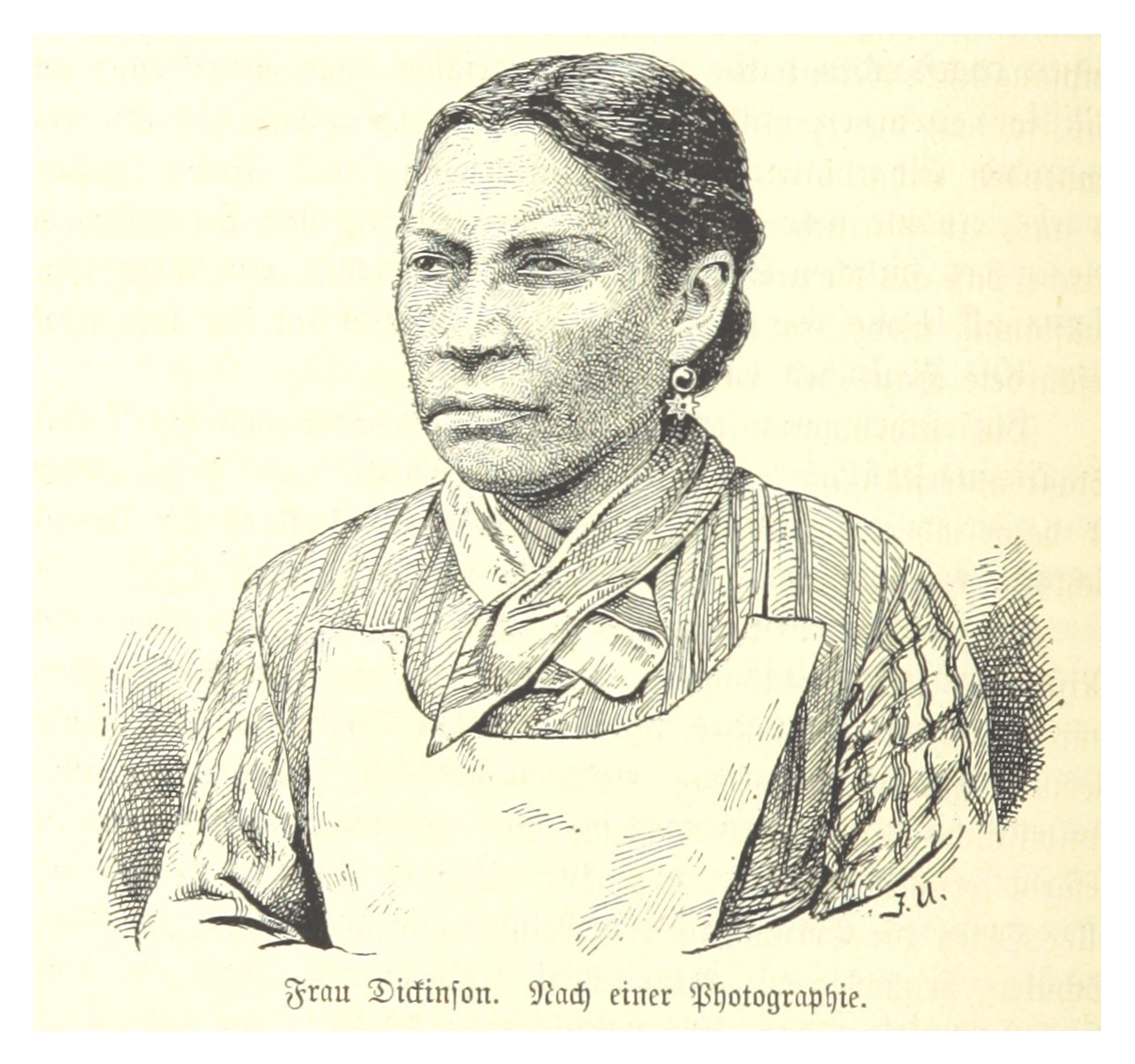
Mrs. Dickinson, die erste Geschäftsfrau von Haines
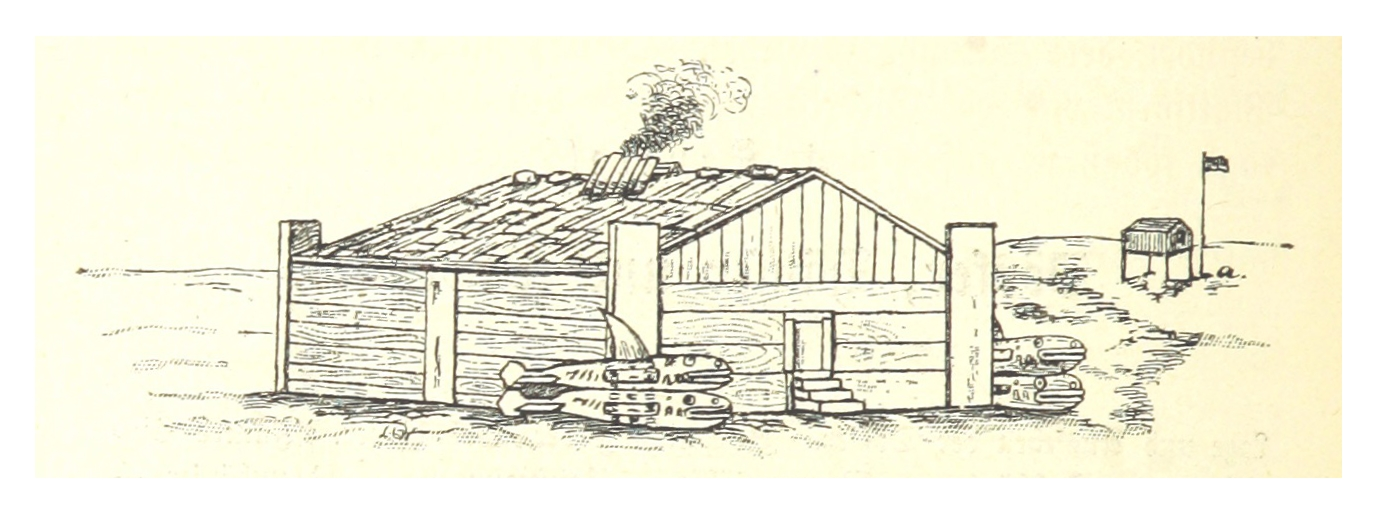
Das Haus des Häuptlings von Klokwan
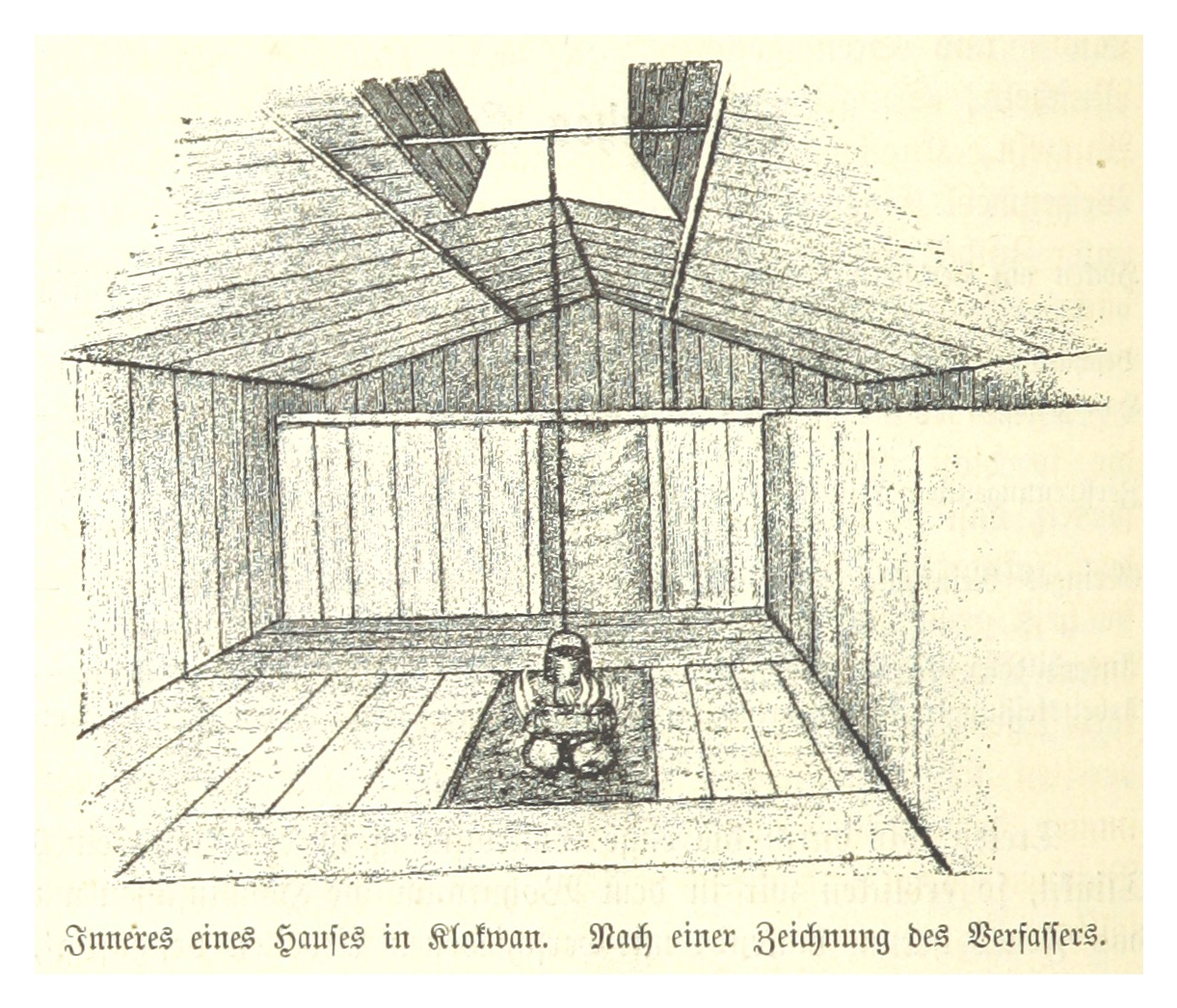
Skizze des Innenraums eines typischen Hauses in Klokwan
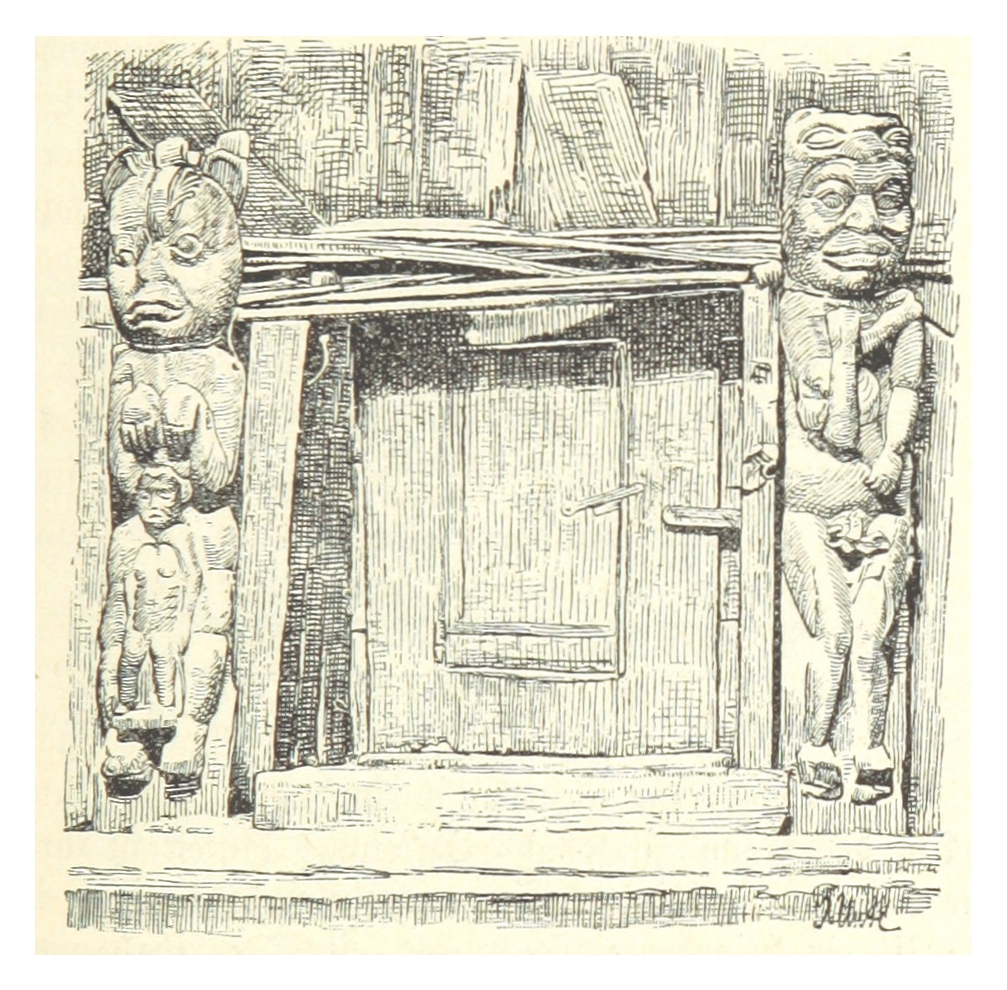
Mit Schnitzwerk verziertes Hausportal in Klokwan
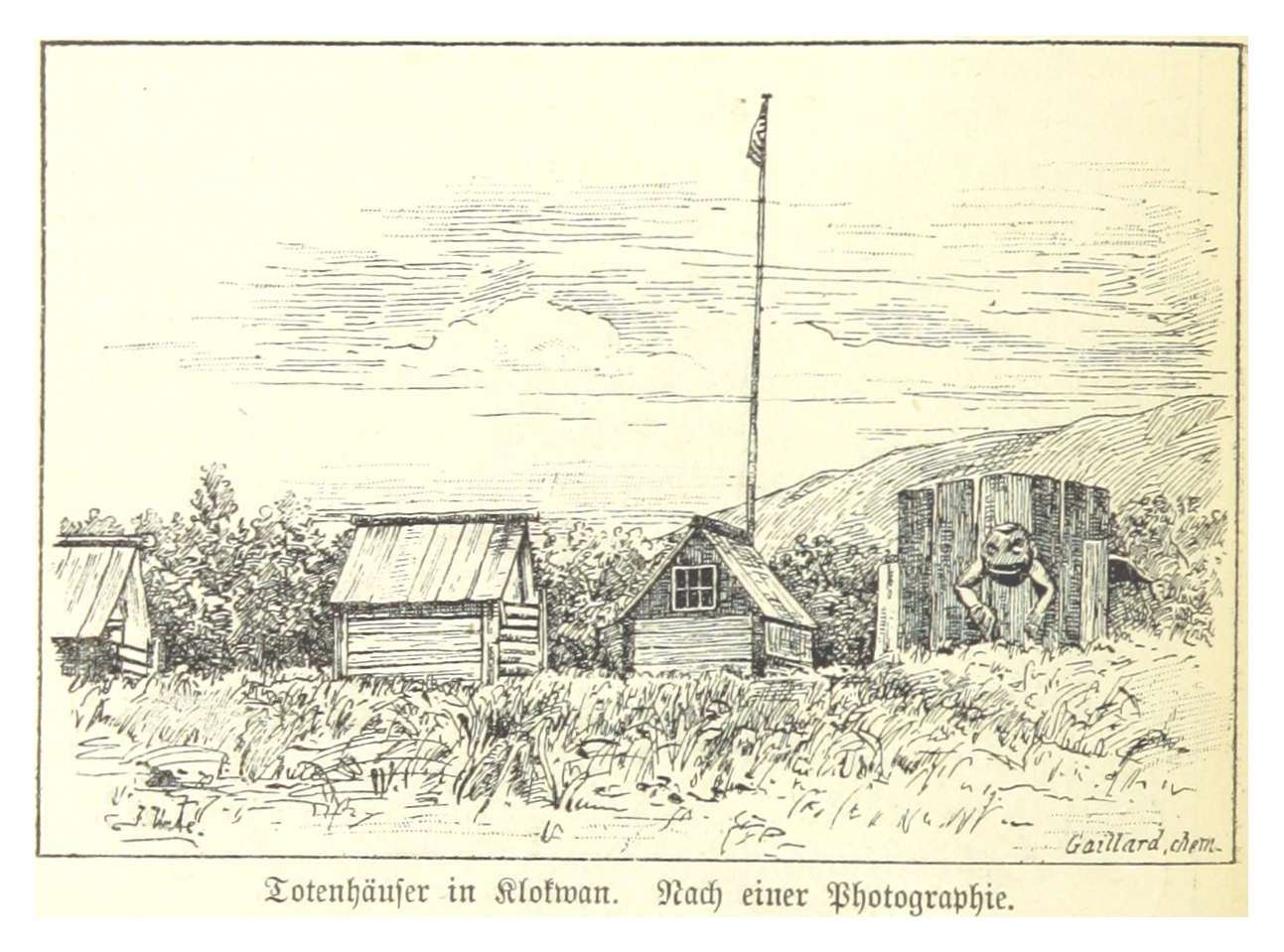
Der Begräbnisplatz der Indianersiedlung Klokwan
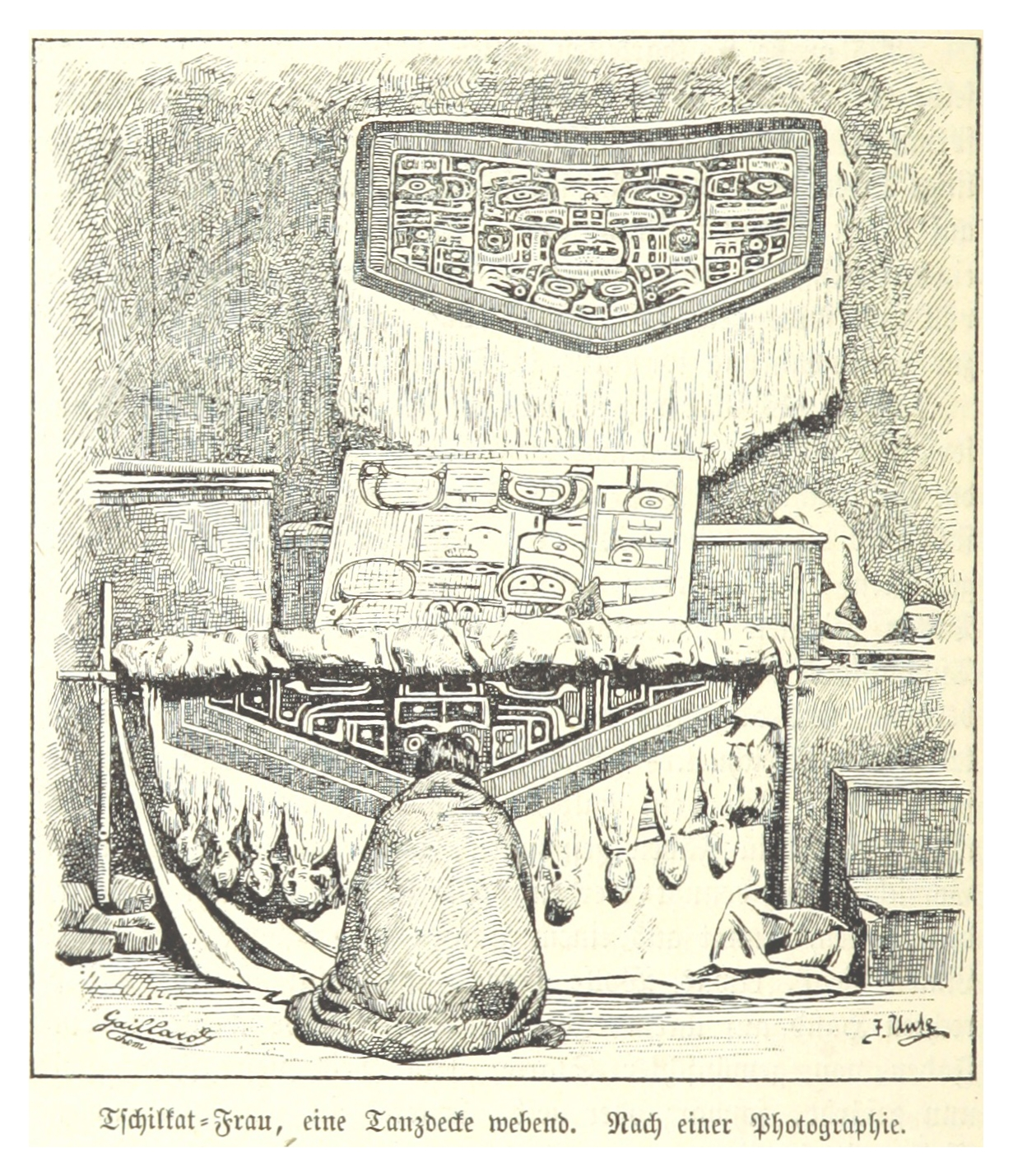
Während der Wintermonate entstanden prachtvolle Webarbeiten.

## Demografie
Zum Zeitpunkt der Volkszählung im Jahre 2020 (U.S. Census 2020) hatte Haines 1657 Einwohner auf einer Landfläche von 34,31 km². Von den Einwohnern waren 1251 Weiße, 2 afrikanisch-amerikanischer, 196 amerikanisch-indianischer Abstammung sowie 13 Asiaten. Beim Zensus im Jahr 2010 wurden 1713 Einwohner gezählt.